# Yaucourt-Bussus
Yaucourt-Bussus és un municipi francès situat al departament del Somme i a la regió dels Alts de França. L'any 2007 tenia 226 habitants.

## Demografia

### Població
El 2007 la població de fet de Yaucourt-Bussus era de 226 persones. Hi havia 78 famílies de les quals 13 eren unipersonals (4 homes vivint sols i 9 dones vivint soles), 26 parelles sense fills, 35 parelles amb fills i 4 famílies monoparentals amb fills.
La població ha evolucionat segons el següent gràfic:
Habitants censats

### Habitatges
El 2007 hi havia 87 habitatges, 80 eren l'habitatge principal de la família, 4 eren segones residències i 2 estaven desocupats. Tots els 82 habitatges eren cases. Dels 80 habitatges principals, 75 estaven ocupats pels seus propietaris, 3 estaven llogats i ocupats pels llogaters i 2 estaven cedits a títol gratuït; 1 tenia una cambra, 3 en tenien dues, 11 en tenien tres, 26 en tenien quatre i 39 en tenien cinc o més. 65 habitatges disposaven pel capbaix d'una plaça de pàrquing. A 30 habitatges hi havia un automòbil i a 44 n'hi havia dos o més.

### Piràmide de població
La piràmide de població per edats i sexe el 2009 era:
| Homes | Edats   | Dones |
| ----- | ------- | ----- |
| 0     | 95 o +  | 0     |
| 0     | 90 a 94 | 0     |
| 0     | 85 a 89 | 4     |
| 0     | 80 a 84 | 0     |
| 8     | 75 a 79 | 4     |
| 4     | 70 a 74 | 0     |
| 8     | 65 a 69 | 8     |
| 8     | 60 a 64 | 8     |
| 0     | 55 a 59 | 4     |
| 8     | 50 a 54 | 4     |
| 0     | 45 a 49 | 8     |
| 4     | 40 a 44 | 0     |
| 0     | 35 a 39 | 4     |
| 8     | 30 a 34 | 12    |
| 8     | 25 a 29 | 4     |
| 0     | 20 a 24 | 0     |
| 4     | 15 a 19 | 4     |
| 4     | 10 a 14 | 0     |
| 8     | 5 a 9   | 12    |
| 4     | 0 a 4   | 8     |

## Economia

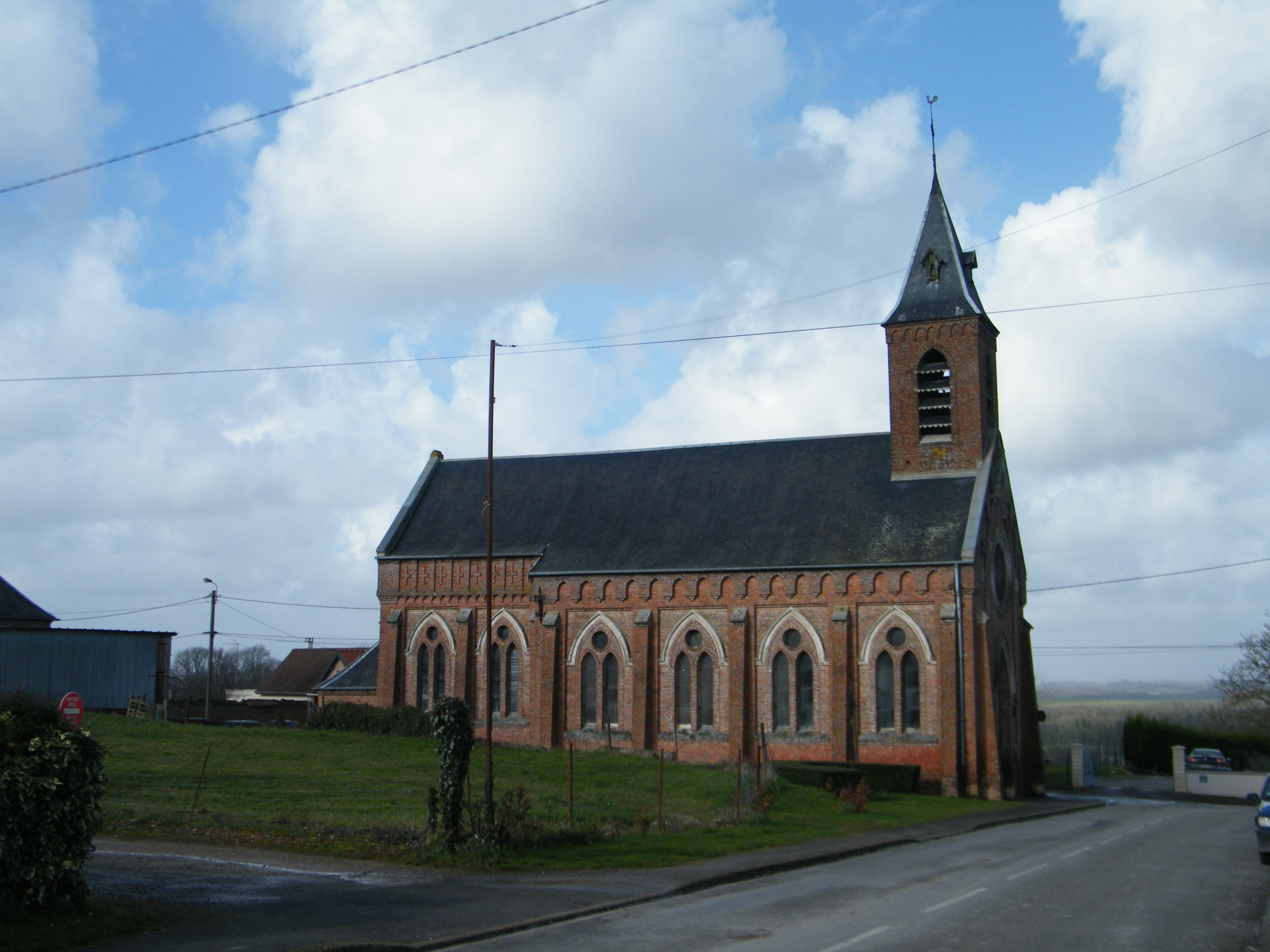
Yaucourt

El 2007 la població en edat de treballar era de 127 persones, 90 eren actives i 37 eren inactives. De les 90 persones actives 83 estaven ocupades (44 homes i 39 dones) i 6 estaven aturades (4 homes i 2 dones). De les 37 persones inactives 13 estaven jubilades, 12 estaven estudiant i 12 estaven classificades com a «altres inactius».

### Ingressos
El 2009 a Yaucourt-Bussus hi havia 72 unitats fiscals que integraven 211 persones, la mediana anual d'ingressos fiscals per persona era de 17.001 €.

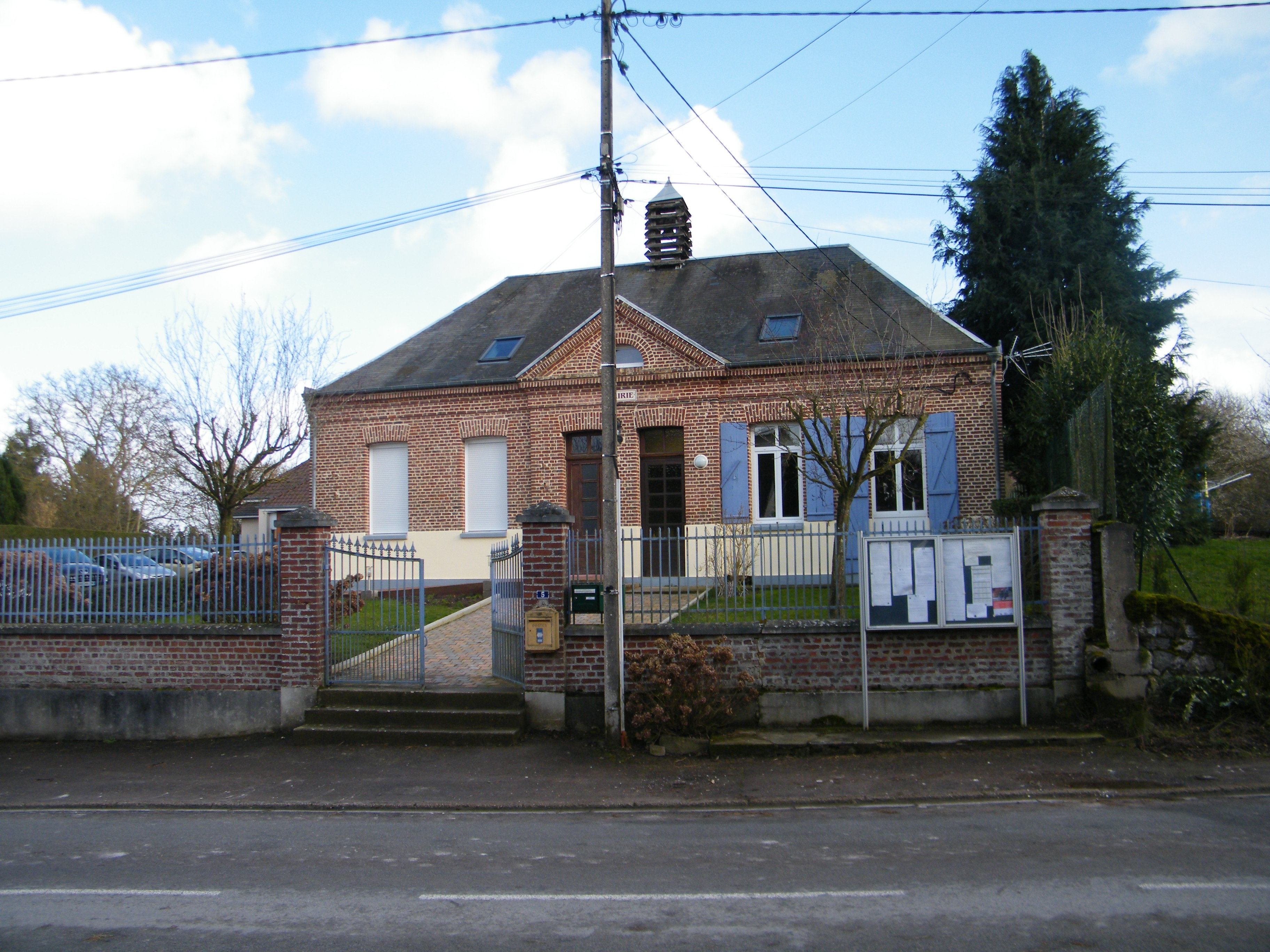

### Activitats econòmiques
L'únic establiment que hi havia el 2007 era d'una empresa de construcció.
L'any 2000 a Yaucourt-Bussus hi havia 6 explotacions agrícoles.

## Poblacions més properes
El següent diagrama mostra les poblacions més properes.